# VVV-Venlo
VVV-Venlo este un club de fotbal din Venlo, Țările de Jos.